# 列舍季哈
列舍季哈（羅馬化：Reshetikha）是俄罗斯下诺夫哥罗德州的市级镇，属沃洛达尔斯克区，地处下诺夫哥罗德州西部，位于伏尔加河流域奥卡河一支流索韦茨河（Совец）畔，在区行政中心沃洛达尔斯克东偏南、州府下诺夫哥罗德西偏南方。东侧不远处有捷尔任斯克市。
该地2021年人口有6,548人；2010年人口6,775；2002年人口7,482；1989年人口8,165。